# Ильинское сельское поселение (Карелия)
Ильи́нское се́льское поселе́ние — муниципальное образование в составе Олонецкого национального района Республики Карелия Российской Федерации.
Административный центр — посёлок Ильинский.

## Население
| 2009  | 2010  | 2012  | 2013  | 2014  | 2015  | 2016  |
| ----- | ----- | ----- | ----- | ----- | ----- | ----- |
| 3920  | ↘3732 | ↘3645 | ↘3596 | ↘3583 | ↘3533 | ↘3491 |
| 2017  | 2018  | 2019  | 2020  | 2021  | 2023  |       |
| ↘3463 | ↘3449 | ↘3384 | ↘3304 | ↘2803 | ↘2728 |       |

## Географическое положение
- Местонахождение: западная часть Олонецкого района
- По территории поселения протекает река Олонка
- Западная граница поселения омывается Ладожским озером
- По территории поселения проходит железная дорога

## Населённые пункты
В сельское поселение входят 11 населённых пунктов (в том числе 1 населённый пункт в составе посёлка Ильинский):
| №  | Населённый пункт    | Тип населённого пункта | Население |
| -- | ------------------- | ---------------------- | --------- |
| 1  | Алексала            | деревня                | ↘170      |
| 2  | Большаково          | деревня                | ↘38       |
| 3  | Герпеля             | деревня                | ↗31       |
| 4  | Еройла              | деревня                | ↘32       |
| 5  | Ильинская Горка     | деревня                | ↘21       |
| 6  | Ильинский           | посёлок                | ↘2810     |
| 7  | совхоза «Ильинский» | посёлок                | ↘258      |
| 8  | Седокса             | деревня                | →0        |
| 9  | Тулокса             | деревня                | ↘8        |
| 10 | Устье Тулоксы       | деревня                | ↘228      |
| 11 | Нурмойла            | деревня                |           |

## Экономика
На территории поселения находятся:
- 7 фермерских хозяйств
- 6 крупных и средних предприятий
- 26 малых предприятий

Общая площадь сельхозугодий — 3743 га.